# Liste der Stolpersteine in Brühl (Rheinland)
Die Liste der Stolpersteine in Brühl enthält Stolpersteine, die im Rahmen des gleichnamigen Kunst-Projekts von Gunter Demnig in Brühl verlegt wurden. Mit ihnen soll Opfern des Nationalsozialismus gedacht werden, die in Brühl lebten und wirkten.

## Liste der Stolpersteine
| Person                  | Adresse                  | Inschrift | Bild | weitere Informationen |
| ----------------------- | ------------------------ | --- | --- | --- |
| Karoline Katz           | Bonnstraße 80 ⊙          | Hier wohnte Karoline Katz Jg. 1902 deportiert 1942 Theresienstadt für tot erklärt                             | | Karoline Liesl Katz wurde am 13. Juli 1902 in Brühl geboren und war die jüngere Schwester von Selma Katz. Sie wurde am 15. Juni 1942 ab Köln in das Ghetto Theresienstadt deportiert und später für tot erklärt. Selma Katz wurde am 19. Oktober 1899 in Brühl geboren und war die ältere Schwester von Karoline Katz. Zwischenzeitlich lebte sie in Mannheim und Köln, ehe sie nach Brühl zurückkehrte. Sie wurde am 30. Oktober 1941, rund acht Monate vor ihrer Schwester, ab Köln deportiert, zunächst nach Łódź (Litzmannstadt) in das Ghetto Litzmannstadt und im Mai 1942 weiter in das Vernichtungslager Kulmhof (heute: Chełmno). Später wurde sie für tot erklärt, erst danach ließ sich ihr Todesort Kulmhof ermitteln. Das damals von den Schwestern Katz bewohnte Gebäude Bonnstraße 80 existiert seit vielen Jahrzehnten nicht mehr. Spätestens ab den 1960er-Jahren wurde auf dem links benachbarten Grundstück Bonnstraße 82 ein Blumengeschäft in einem neu errichteten Flachbau betrieben; das Grundstück, auf dem zuvor die Schwestern Katz wohnten, diente als kleiner Kundenparkplatz und Zuwegung zur rückwärtig angegliederten Gärtnerei. Nach mehreren Jahren Leerstand wurde der Flachbau in den 2010er-Jahren abgerissen; ein Investor erwarb schließlich auch das Jugendstilgebäude Bonnstraße 78, ließ es abtragen und errichtete Ende der 2010er-Jahre auf dem Areal mehrere neue Wohngebäude hintereinander. Das Grundstück, auf dem die Schwestern Katz wohnten, ist seitdem mit einem Querriegel bebaut, der sich an das neue Hauptgebäude anschließt. In der mehrjährigen Phase von Abriss des Altbaus bis zum Neubau waren die Stolpersteine nicht mehr sichtbar (offenbar abgedeckt oder bereits ausgebaut), ehe sie zu Beginn der 2020er-Jahre leicht versetzt neu in den Gehweg eingepasst wurden. |
| Selma Katz              | Bonnstraße 80 ⊙          | Hier wohnte Selma Katz Jg. 1899 deportiert 1941 Łodz für tot erklärt                                          | | Karoline Liesl Katz wurde am 13. Juli 1902 in Brühl geboren und war die jüngere Schwester von Selma Katz. Sie wurde am 15. Juni 1942 ab Köln in das Ghetto Theresienstadt deportiert und später für tot erklärt. Selma Katz wurde am 19. Oktober 1899 in Brühl geboren und war die ältere Schwester von Karoline Katz. Zwischenzeitlich lebte sie in Mannheim und Köln, ehe sie nach Brühl zurückkehrte. Sie wurde am 30. Oktober 1941, rund acht Monate vor ihrer Schwester, ab Köln deportiert, zunächst nach Łódź (Litzmannstadt) in das Ghetto Litzmannstadt und im Mai 1942 weiter in das Vernichtungslager Kulmhof (heute: Chełmno). Später wurde sie für tot erklärt, erst danach ließ sich ihr Todesort Kulmhof ermitteln. Das damals von den Schwestern Katz bewohnte Gebäude Bonnstraße 80 existiert seit vielen Jahrzehnten nicht mehr. Spätestens ab den 1960er-Jahren wurde auf dem links benachbarten Grundstück Bonnstraße 82 ein Blumengeschäft in einem neu errichteten Flachbau betrieben; das Grundstück, auf dem zuvor die Schwestern Katz wohnten, diente als kleiner Kundenparkplatz und Zuwegung zur rückwärtig angegliederten Gärtnerei. Nach mehreren Jahren Leerstand wurde der Flachbau in den 2010er-Jahren abgerissen; ein Investor erwarb schließlich auch das Jugendstilgebäude Bonnstraße 78, ließ es abtragen und errichtete Ende der 2010er-Jahre auf dem Areal mehrere neue Wohngebäude hintereinander. Das Grundstück, auf dem die Schwestern Katz wohnten, ist seitdem mit einem Querriegel bebaut, der sich an das neue Hauptgebäude anschließt. In der mehrjährigen Phase von Abriss des Altbaus bis zum Neubau waren die Stolpersteine nicht mehr sichtbar (offenbar abgedeckt oder bereits ausgebaut), ehe sie zu Beginn der 2020er-Jahre leicht versetzt neu in den Gehweg eingepasst wurden. |
| Selma Gottschalk        | Euskirchener Straße 76 ⊙ | | Bild gesucht Der Benutzer GeorgDerReisende ( Diskussion ) wünscht sich an dieser Stelle ein Bild vom Ort mit diesen Koordinaten 50.8150527 6.8891736 . Motiv: Euskirchener Straße 76, Stolperstein für Selma Gottschalk, die Lage und das Haus Falls du dabei helfen möchtest, erklärt die Anleitung , wie das geht. BW                                                               | |
| Adolf Karp              | Hospitalstraße 5 ⊙       | Hier wohnte Adolf Karp Jg. 1874 Deportiert Ziel unbekannt Verschollen                                         | | |
| Käthe Wolff             | Hospitalstraße 5 ⊙       | Hier wohnte Käthe Wolff Jg. 1891 Zwangsarbeiterlager Bardenberg Deportiert 1942 Minsk Ermordet Maly Trostinec | | |
| Amalie Bähr             | Kempishofstraße 6 ⊙      | | Bild gesucht Der Benutzer GeorgDerReisende ( Diskussion ) wünscht sich an dieser Stelle ein Bild vom Ort mit diesen Koordinaten 50.8302378 6.9049433 . Motiv: Kempishofstraße 6, Stolpersteine für Familie Bähr, die Lage und das Haus Falls du dabei helfen möchtest, erklärt die Anleitung , wie das geht. BW                                                                       | |
| Karl Bähr               | Kempishofstraße 6 ⊙      | | | |
| Karoline Bähr           | Kempishofstraße 6 ⊙      | | | |
| Henriette Manes         | Kempishofstraße 18 ⊙     | | Bild gesucht Der Benutzer GeorgDerReisende ( Diskussion ) wünscht sich an dieser Stelle ein Bild vom Ort mit diesen Koordinaten 50.8303157 6.9042513 . Motiv: Kempishofstraße 18, Stolpersteine für Henriette Manes, Ruth Haimann und Susanne Lucas, die Lage und das Haus Falls du dabei helfen möchtest, erklärt die Anleitung , wie das geht. BW                                   | |
| Ruth Haimann            | Kempishofstraße 18 ⊙     | | | |
| Susanne Lucas           | Kempishofstraße 18 ⊙     | | | |
| Gerda Esser             | Kölnstraße 12 ⊙          | | Bild gesucht Der Benutzer GeorgDerReisende ( Diskussion ) wünscht sich an dieser Stelle ein Bild vom Ort mit diesen Koordinaten 50.8295211 6.9051873 . Motiv: Kölnstraße 12, Stolpersteine für Gerda Esser, Lieselotte Freund und Rolf Hope, die Lage und das Haus Falls du dabei helfen möchtest, erklärt die Anleitung , wie das geht. BW                                           | |
| Lieselotte Freund       | Kölnstraße 12 ⊙          | | | |
| Rolf Hope               | Kölnstraße 12 ⊙          | | | |
| Sibilla A. Rombach      | Liblarer Straße 65 ⊙     | | Bild gesucht Der Benutzer GeorgDerReisende ( Diskussion ) wünscht sich an dieser Stelle ein Bild vom Ort mit diesen Koordinaten 50.8240215 6.8900556 . Motiv: Liblarer Straße 65, Stolperstein für Sibilla A. Rombach, die Lage und das Haus Falls du dabei helfen möchtest, erklärt die Anleitung , wie das geht. BW                                                                 | |
| Brigitte Eismann        | Maiglerstraße 105 ⊙      | | Bild gesucht Der Benutzer GeorgDerReisende ( Diskussion ) wünscht sich an dieser Stelle ein Bild vom Ort mit diesen Koordinaten 50.8132366 6.8760566 . Motiv: Maiglerstraße 105, Stolpersteine für Familie Eismann, die Lage und das Haus Falls du dabei helfen möchtest, erklärt die Anleitung , wie das geht. BW                                                                    | |
| Hermann Eismann         | Maiglerstraße 105 ⊙      | | | |
| Jakob Eismann           | Maiglerstraße 105 ⊙      | | | |
| Johanna Eismann         | Maiglerstraße 105 ⊙      | | | |
| Maria Eismann           | Maiglerstraße 105 ⊙      | | | |
| Nathan Eismann          | Maiglerstraße 105 ⊙      | | | |
| Salomon Josef Eismann   | Maiglerstraße 105 ⊙      | | | |
| Simon Eismann           | Maiglerstraße 105 ⊙      | | | |
| Hermann Manes           | Markt 7 ⊙                | | Bild gesucht Der Benutzer GeorgDerReisende ( Diskussion ) wünscht sich an dieser Stelle ein Bild vom Ort mit diesen Koordinaten 50.8283386 6.9045114 . Motiv: Markt 7, Stolpersteine für Hermann Manes und Sabine Lilly Schumacher, die Lage und das Haus Falls du dabei helfen möchtest, erklärt die Anleitung , wie das geht. BW                                                    | |
| Sabine Lilly Schumacher | Markt 7 ⊙                | | | |
| Liba Manes              | Markt 13 ⊙               | | Bild gesucht Der Benutzer GeorgDerReisende ( Diskussion ) wünscht sich an dieser Stelle ein Bild vom Ort mit diesen Koordinaten 50.8285927 6.9045517 . Motiv: Markt 13, Stolpersteine für Liba und Moritz Manes, die Lage und das Haus Falls du dabei helfen möchtest, erklärt die Anleitung , wie das geht. BW                                                                       | |
| Moritz Manes            | Markt 13 ⊙               | | | |
| Felix Adolf Jülich      | Markt 14 ⊙               | | | |
| Karoline Hope           | Markt 14 ⊙               | | | |
| Frieda Fröhlich         | Mühlenstraße 1 ⊙         | Hier wohnte Frieda Fröhlich Jg. 1892 Deportiert 1941 Łodz/Litzmannstadt Ermordet                              | | |
| Jakob Lippmann          | Schlossstraße 15 ⊙       | Hier wohnte Jakob Lippmann Jg. 1868 Deportiert 1942 Theresienstadt Ermordet November 1943                     | | |
| Sofia Lippmann          | Schlossstraße 15 ⊙       | Hier wohnte Sofia Lippmann Geb. Baer Jg. 1874 Deportiert 1942 Theresienstadt Verschollen                      | | |
| Amalie Inge Salm        | Schützenstraße 26 ⊙      | | Bild gesucht Der Benutzer GeorgDerReisende ( Diskussion ) wünscht sich an dieser Stelle ein Bild vom Ort mit diesen Koordinaten 50.8308934 6.9037953 . Motiv: Schützenstraße 26, Stolpersteine für die Familien Kahn und Salm sowie für Jenny Hulda Hayum und Karoline Erna Löwenberg, die Lage und das Haus Falls du dabei helfen möchtest, erklärt die Anleitung , wie das geht. BW | |
| Frederike Kahn          | Schützenstraße 26 ⊙      | | | |
| Isidor Julius Salm      | Schützenstraße 26 ⊙      | | | |
| Jeanette Salm           | Schützenstraße 26 ⊙      | | | |
| Jenny Hulda Hayum       | Schützenstraße 26 ⊙      | | | |
| Karoline Erna Löwenberg | Schützenstraße 26 ⊙      | | | |
| Salomon Erwin Salm      | Schützenstraße 26 ⊙      | | | |
| Wilhelm Kahn            | Schützenstraße 26 ⊙      | | | |
| Hilde Kaufmann          | Uhlstraße 14 ⊙           | Hier wohnte Hilde Kaufmann Jg. 1919 deportiert 1942 Minsk verschollen                                         | | Hilde Kaufmann wurde am 14. März 1919 in Bonn geboren und war wohnhaft in Bonn und in Brühl. Sie wurde am 20. Juli 1942 ab Köln nach Minsk und weiter in das Vernichtungslager Maly Trostinez deportiert. |
| Helene Brünell          | Uhlstraße 14 ⊙           | Hier wohnte Helene Brünell Jg. 1896 deportiert 1942 Ziel unbekannt für tot erklärt                            | | Helene Brünell wurde am 30. Mai 1896 in Brühl geboren. Sie wurde am 20. Juli 1942 ab Köln nach Minsk und weiter in das Vernichtungslager Maly Trostinez deportiert. Auf Grund fehlender Unterlagen wurde sie für tot erklärt. |
| Paula Brünell           | Uhlstraße 14 ⊙           | Hier wohnte Paula Brünell Jg. 1902 deportiert 1942 Ziel unbekannt für tot erklärt                             | | Paula Brünell wurde am 30. November 1902 in Brühl geboren. Sie wurde am 20. Juli 1942 ab Köln nach Minsk und weiter in das Vernichtungslager Maly Trostinez deportiert. Auf Grund fehlender Unterlagen wurde sie für tot erklärt. |
| Jakob Sürth             | Uhlstraße 31 ⊙           | | Bild gesucht Der Benutzer GeorgDerReisende ( Diskussion ) wünscht sich an dieser Stelle ein Bild vom Ort mit diesen Koordinaten 50.8269019 6.904321 . Motiv: Uhlstraße 31, Stolpersteine für Familie Sürth, die Lage und das Haus Falls du dabei helfen möchtest, erklärt die Anleitung , wie das geht. BW                                                                            | |
| Julie Sürth             | Uhlstraße 31 ⊙           | | | |
| Kurth Sürth             | Uhlstraße 31 ⊙           | | | |
| Leopold Bähr            | Uhlstraße 32 ⊙           | Hier wohnte Leopold Bähr Jg. 1897 deportiert 1942 Ziel unbekannt für tot erklärt                              | | Leopold Bähr wurde am 7. September 1897 in Brühl geboren und war wohnhaft in Brühl und Hamburg. Er emigriert 1938 nach Belgien und Frankreich. In der Zeit vom 10.05.1940 bis 15.05.1940 wurde er im Internierungslager Drancy gefangen gehalten und wurde am 4. September 1942 in das Vernichtungslager Auschwitz deportiert. Auf Grund fehlender Unterlagen wurde er für tot erklärt. |
| Leo Kahn                | Uhlstraße 32 ⊙           | Hier wohnte Leo Kahn Jg. 1875 deportiert 1941 Riga ermordet 1942                                              | | Leo Jehuda Kahn wurde am 25. Oktober 1875 in Zülpich geboren und war wohnhaft in Brühl und Köln. Er wurde am 7. Dezember 1941 ab Köln in das Ghetto Riga deportiert wo er im Februar 1942 ermordet wurde. |
| Adelheide Kahn          | Uhlstraße 32 ⊙           | Hier wohnte Adelheide Kahn geb. Baum Jg. 1882 deportiert 1941 Riga ermordet 1942                              | | Adelheid Kahn wurde am 27. März 1882 in Lieser bei Bernkastel (Rheinprovinz) geboren und wohnte in Brühl und Köln. Sie wurde wie ihr Ehemann Leo im Dezember 1941 von Köln ins Rigaer Ghetto deportiert und im Februar 1942 ermordet. |
| Wolf Kappel             | Uhlstraße 44 ⊙           | | Bild gesucht Der Benutzer GeorgDerReisende ( Diskussion ) wünscht sich an dieser Stelle ein Bild vom Ort mit diesen Koordinaten 50.8267867 6.9039508 . Motiv: Uhlstraße 44, Stolperstein für Wolf Kappel, die Lage und das Haus Falls du dabei helfen möchtest, erklärt die Anleitung , wie das geht. BW                                                                              | |
| Max Fuldheim            | Uhlstraße 54 ⊙           | Hier wohnte Max Fuldheim Jg.1883 'Schutzhaft' 1938 Dachau Deportiert 1942 Minsk Ermordet in Maly Trostinec    | | |
| Regine Sürth            | Uhlstraße 54 ⊙           | Hier wohnte Regine Sürth Geb. Fuldheim Jg. 1881 Deportiert 1942 Minsk Ermordet in Maly Trostinec              | | |
| Selig Siegmund Sürth    | Uhlstraße 54 ⊙           | Hier wohnte Selig Siegmund Sürth Jg. 1880 Deportiert 1942 Minsk Ermordet in Maly Trostinec                    | | |
| Leopold Sürth           | Uhlstraße 61 ⊙           | Hier wohnte Leopold Sürth Jg. 1873 Deportiert 1942 Theresienstadt Ermordet 10.2.1944                          | Bild gesucht Der Benutzer GeorgDerReisende ( Diskussion ) wünscht sich an dieser Stelle ein Bild vom Ort mit diesen Koordinaten 50.8265783 6.9033339 . Motiv: Uhlstraße 61, Stolpersteine für Leopold und Mathilde Sürth, die Lage und das Haus Falls du dabei helfen möchtest, erklärt die Anleitung , wie das geht. BW                                                              | |
| Mathilde Sürth          | Uhlstraße 61 ⊙           | Hier wohnte Mathilde Sürth Geb. Bähr Jg. 1871 Deportiert 1942 Theresienstadt Ermordet 25.2.1943               | | |
| Albert Platz            | Uhlstraße 84 ⊙           | | Bild gesucht Der Benutzer GeorgDerReisende ( Diskussion ) wünscht sich an dieser Stelle ein Bild vom Ort mit diesen Koordinaten 50.8264004 6.9020948 . Motiv: Uhlstraße 84, Stolperstein für Albert Platz, die Lage und das Haus Falls du dabei helfen möchtest, erklärt die Anleitung , wie das geht. BW                                                                             | |
| Bertha Baer             | Uhlstraße 107 ⊙          | | Bild gesucht Der Benutzer GeorgDerReisende ( Diskussion ) wünscht sich an dieser Stelle ein Bild vom Ort mit diesen Koordinaten 50.825355 6.900818 . Motiv: Uhlstraße 107, Stolpersteine für Bertha und Irma Baer, Jakob und Nanni Wolff, Leo Gottschalk und Walter Salomon Bähr, die Lage und das Haus Falls du dabei helfen möchtest, erklärt die Anleitung , wie das geht. BW      | |
| Irma Baer               | Uhlstraße 107 ⊙          | | | |
| Jakob Wolff             | Uhlstraße 107 ⊙          | | | |
| Leo Gottschalk          | Uhlstraße 107 ⊙          | | | |
| Nanni Wolff             | Uhlstraße 107 ⊙          | | | |
| Walter Salomon Bähr     | Uhlstraße 107 ⊙          | | | |
| Hermann Platz           | Uhlstraße 115 ⊙          | | Bild gesucht Der Benutzer GeorgDerReisende ( Diskussion ) wünscht sich an dieser Stelle ein Bild vom Ort mit diesen Koordinaten 50.8251415 6.9006035 . Motiv: Uhlstraße 115, Stolpersteine für Familie Platz, die Lage und das Haus Falls du dabei helfen möchtest, erklärt die Anleitung , wie das geht. BW                                                                          | |
| Marie Mathilde Platz    | Uhlstraße 115 ⊙          | | | |
| Walter Platz            | Uhlstraße 115 ⊙          | | | |
| Grete Treidel           | Wallstraße 19 ⊙          | | Bild gesucht Der Benutzer GeorgDerReisende ( Diskussion ) wünscht sich an dieser Stelle ein Bild vom Ort mit diesen Koordinaten 50.827239 6.9027144 . Motiv: Wallstraße 19, Stolperstein für Grete Treidel, die Lage und das Haus Falls du dabei helfen möchtest, erklärt die Anleitung , wie das geht. BW                                                                            | |
| Sally Bähr              | Wallstraße 28 ⊙          | | Bild gesucht Der Benutzer GeorgDerReisende ( Diskussion ) wünscht sich an dieser Stelle ein Bild vom Ort mit diesen Koordinaten 50.8275813 6.9028887 . Motiv: Wallstraße 28, Stolperstein für Sally Bähr, die Lage und das Haus Falls du dabei helfen möchtest, erklärt die Anleitung , wie das geht. BW                                                                              | |
| Julius Maier            | Wallstraße 35 ⊙          | | Bild gesucht Der Benutzer GeorgDerReisende ( Diskussion ) wünscht sich an dieser Stelle ein Bild vom Ort mit diesen Koordinaten 50.8277253 6.9028458 . Motiv: Wallstraße 35, Stolpersteine für Paula und Walter Koppel, Julius Maier und Karoline Heumann, die Lage und das Haus Falls du dabei helfen möchtest, erklärt die Anleitung , wie das geht. BW                             | |
| Karoline Heumann        | Wallstraße 35 ⊙          | | | |
| Paula Koppel            | Wallstraße 35 ⊙          | | | |
| Walter Koppel           | Wallstraße 35 ⊙          | | | |